# Bocquillonia rhomboidea
Bocquillonia rhomboidea är en törelväxtart som först beskrevs av Rudolf Schlechter, och fick sitt nu gällande namn av Airy Shaw. Bocquillonia rhomboidea ingår i släktet Bocquillonia och familjen törelväxter. Inga underarter finns listade i Catalogue of Life.